# Pelikane

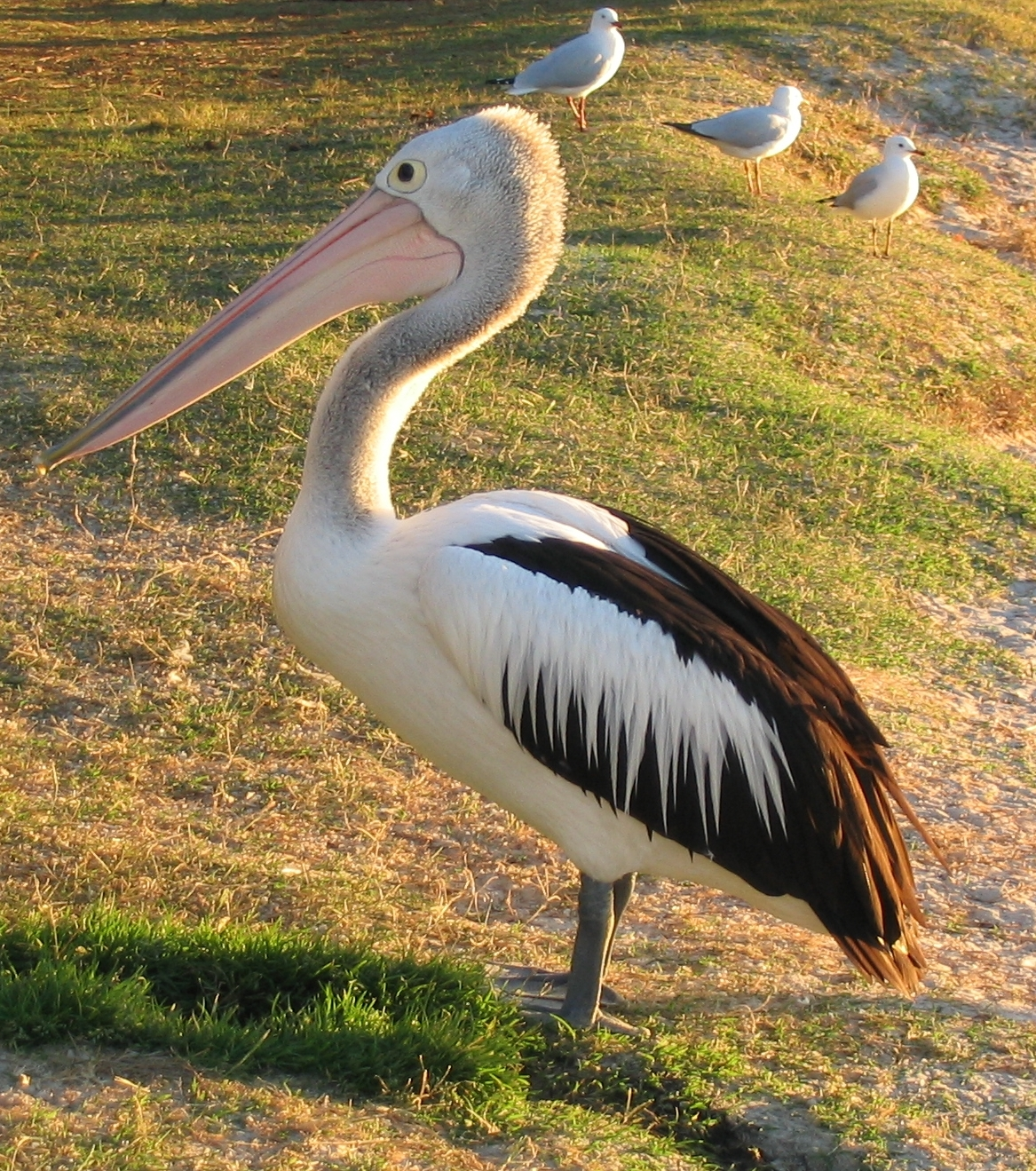
Brillenpelikan (Pelecanus conspicillatus)

Die Pelikane (Pelecanidae, Pelecanus) sind eine Familie und Gattung von Wasservögeln und Namensgeber der Ordnung Pelecaniformes. Sie sind bis auf Antarktika auf allen Erdteilen vertreten. Ihre Gestalt und vor allem ihr sehr dehnbarer Hautsack am Unterschnabel machen sie unverwechselbar.
Das Wort Pelikan geht über mittelhochdeutsch pillecān bzw. mittelniederländisch pel(l)icaen auf lateinisch pellicanus (etwa in der Bibelübersetzung Vulgata Psalm 101,7) zurück.

## Merkmale
Pelikane sind große bis sehr große Wasservögel. Der Krauskopfpelikan kann als größte Art der Gattung eine Körperlänge von 1,80 m, eine Flügelspannweite von 3,45 m und ein Gewicht von 13 kg erreichen. Damit zählt er zu den größten und schwersten flugfähigen Vögeln. Als kleinste Art hat der Braune Pelikan eine Spannweite von 2 m und ein Gewicht von 4 kg. Das Skelett macht bei den schwersten Pelikanen nur etwa 7 % des Körpergewichts aus.
Das auffälligste Merkmal der Pelikane ist der 25 bis 47 cm lange Schnabel. Der bei fast allen Ruderfüßern vorhandene Kehlsack ist bei ihnen extrem vergrößert und mit dem Unterschnabel verbunden, von dem er als außerordentlich dehnbarer Hautsack herabhängt (daher auch die frühere Bezeichnung als Kropfgans). Dieser Kehlsack, dessen Fassungsvermögen bei den größten Arten bis zu 13 l betragen kann, wird beim Fischfang als Kescher eingesetzt; er wird vom langen, leicht abwärts gebogenen Oberschnabel dicht verschlossen.
Die Flügel sind lang und breit. Von den elf Handschwingen, bei denen eine meist stark reduziert ist, sind die äußersten fünf bis sieben tief gefingert, was Pelikane als ausgezeichnete Thermiksegler ausweist. Das Gewicht macht das Abheben zu einer strapaziösen Angelegenheit. Ein Pelikan muss eine lange Strecke flügelschlagend auf der Wasseroberfläche laufen, ehe er sich in die Luft erheben kann. Ist er aber erfolgreich gestartet, ist er ein ausdauernder Flieger. Pelikane können 24 Stunden ohne Pause fliegen und dabei bis zu 500 km zurücklegen; die Fluggeschwindigkeit kann 56 km/h betragen, die Flughöhe über 3000 m. Im Flug biegen Pelikane den Hals zurück, so dass der Kopf zwischen den Schultern liegt und der schwere Schnabel vom Hals abgestützt werden kann. Da die Muskulatur ein ständiges Flügelschlagen nicht erlaubt, wechseln lange Gleitphasen mit Flügelschlägen ab. Hierzu wird die Thermik ausgenutzt, die den Vogel in die Luft trägt und ihm dort ermöglicht, energiesparend zu fliegen.
Wie bei allen Ruderfüßern sind alle vier Zehen mit Schwimmhäuten verbunden. Die Beine liegen weit auseinander und recht weit hinten am Körper. Sie sind geeignet, um beim Schwimmen kräftigen Antrieb zu geben, ermöglichen an Land aber nur eine schwerfällige, watschelnde Fortbewegung.
Das Gefieder der Pelikane ist fast immer weiß gefärbt, mit schwarzen Bereichen an den Flügeln. Eine Ausnahme ist der Braune Pelikan, dessen Grundfarbe sein Name verrät. Die weißen Pelikane haben manchmal ein rosa oder grau überhauchtes Gefieder; dieser Farbton kommt durch ein Sekret der Bürzeldrüse zustande. Wie kräftig der Farbton ist, steht in einem Zusammenhang mit den regionalen Ernährungsmöglichkeiten. Im Gesicht haben Pelikane unbefiederte Stellen, die zur Brutzeit leuchtende Farben annehmen können. Oft ermöglicht diese Farbe die Unterscheidung der Geschlechter (Geschlechtsdimorphismus). Die kräftigen Farben sind meistens nur einige Tage vorhanden, ehe sie wieder verblassen. Ein besonderes Merkmal hat zudem der Nashornpelikan, dem zur Brutzeit ein Höcker auf dem Oberschnabel wächst, der 7 cm hoch werden kann; nach dem Ende der Brutzeit wird der Höcker abgeworfen.

## Verbreitung und Lebensraum

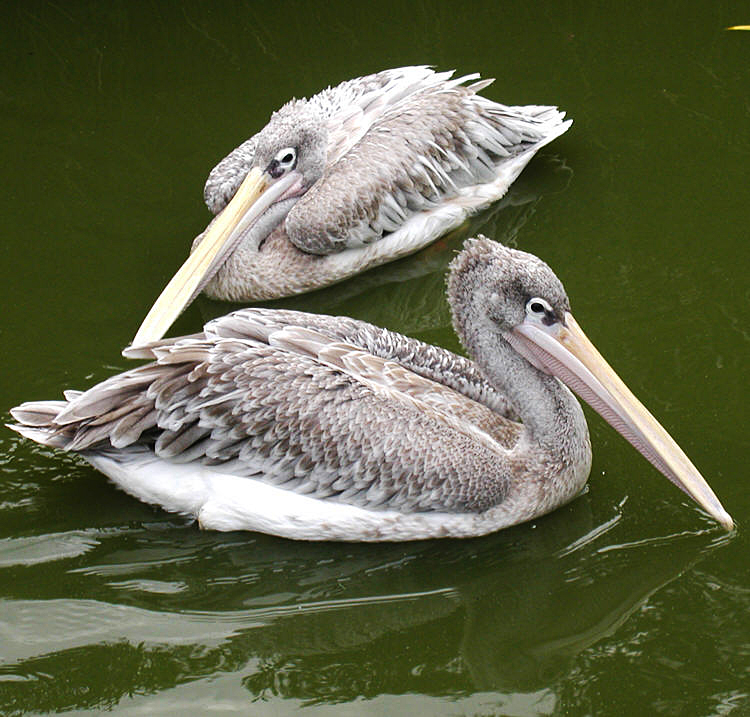
Junge Rötelpelikane (Pelecanus rufescens)

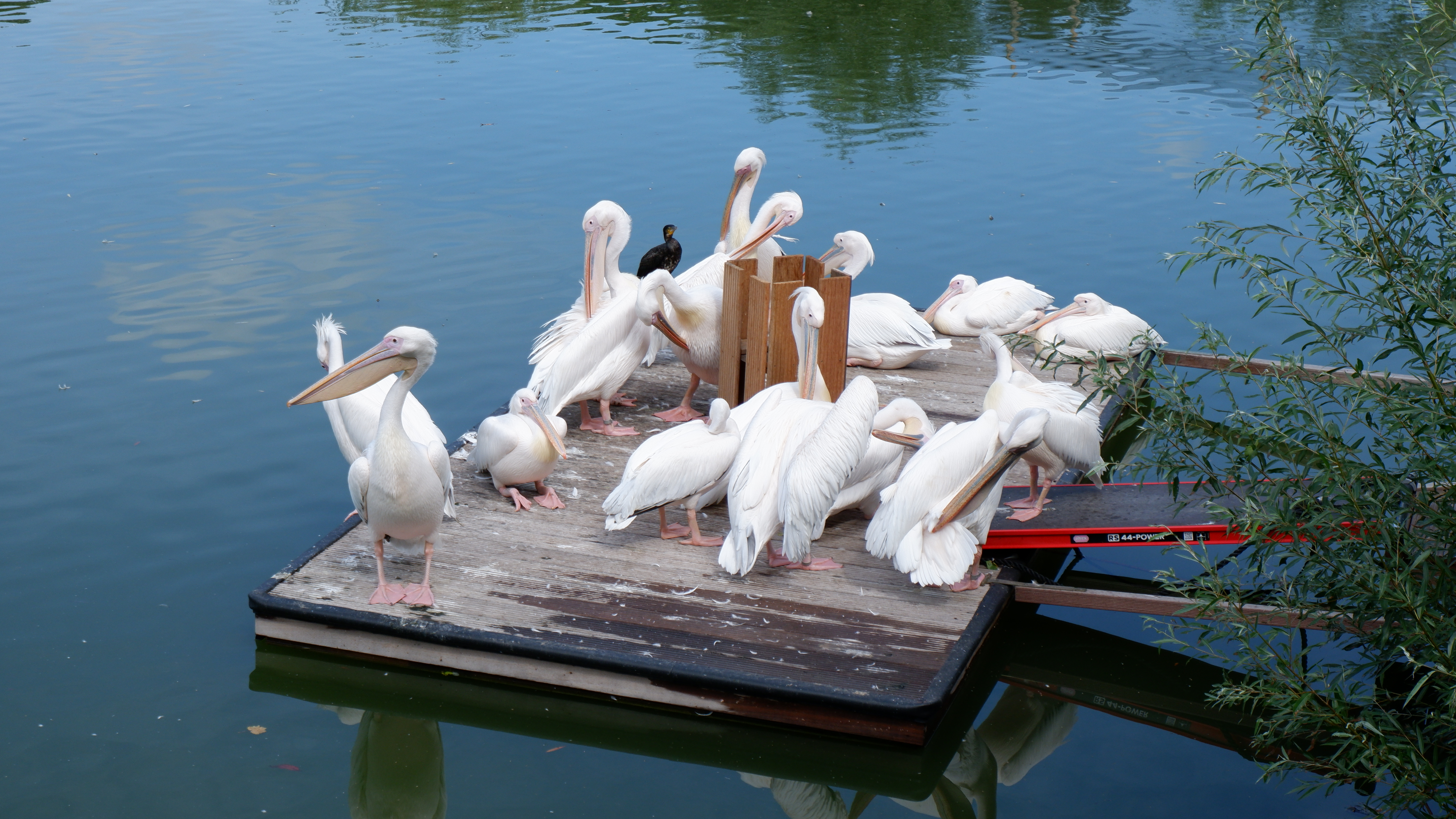
Rosapelikane im Vogelpark Avifauna, Niederlande

Pelikane bewohnen tropische, subtropische und gemäßigte Zonen. In Europa befinden sich Vorkommen auf dem Balkan, wobei die Kolonien des Rosa- und Krauskopfpelikans im Donaudelta die bekanntesten sind. Daneben bestehen noch Vorkommen dieser beiden Arten am Prespasee und an der Ostküste des Asowschen Meeres. Der Krauskopfpelikan kommt in einigen Kolonien am Unterlauf der Wolga sowie an der Nordküste des Kaspischen Meeres vor. Diese beiden Arten sowie den Graupelikan findet man auch in West- und Zentralasien; letzteren zusätzlich in Südasien. Afrika ist die Heimat des Rötelpelikans, der dort tropische und subtropische Regionen bewohnt. Weiter gefasst sind die Brut- und Winterquartiere des Rosapelikans, dessen Verbreitung von der Sahelzone bis Südafrika reicht. In Australien und Tasmanien lebt der Brillenpelikan, der außerhalb der Brutzeit regelmäßig auf Neuguinea, den Salomonen und den Kleinen Sunda-Inseln anzutreffen ist. Der Nashornpelikan brütet im Mittleren Westen Nordamerikas, nordwärts bis ins südliche Kanada; er überwintert an den Küsten Nord- und Mittelamerikas. Die Küsten des amerikanischen Doppelkontinents sind die Heimat des Braunpelikans.
Im Winter ertragen manche Arten auch extreme Kälte, brauchen aber eisfreie Gewässer. Die meisten Arten bevorzugen Süßwasser. Da sie als Nahrung große Mengen an Fisch benötigen, sind sie auf großen Seen oder in Flussdeltas zu finden, und da sie nicht tief tauchen, ist eine geringe Wassertiefe Voraussetzung. Dies ist der Grund dafür, dass Pelikane auf tiefen Seen wie dem Malawisee nahezu fehlen, aber auf nicht weit entfernten flachen Seen wie dem Nakurusee überaus häufig sind.
Mehrere Arten sind auch im Brackwasser zu finden, und manche finden sich zum Überwintern an Küsten ein. Der Braunpelikan ist die einzige Art, die ganzjährig und ausschließlich am Meer lebt.
Die meisten Pelikane sind Standvögel oder Kurzstreckenzieher; dies gilt für die tropischen Arten, aber auch für die Krauskopfpelikane des Donaudeltas. Hingegen sind die Rosapelikane des Donaudeltas Langstreckenzieher, die nach der Brutzeit in afrikanische Überwinterungsgebiete ziehen. Dabei pausieren sie zwei bis drei Tage in Israel, wo die Vögel tonnenweise mit frischem Fisch versorgt werden.

## Lebensweise

### Ernährung

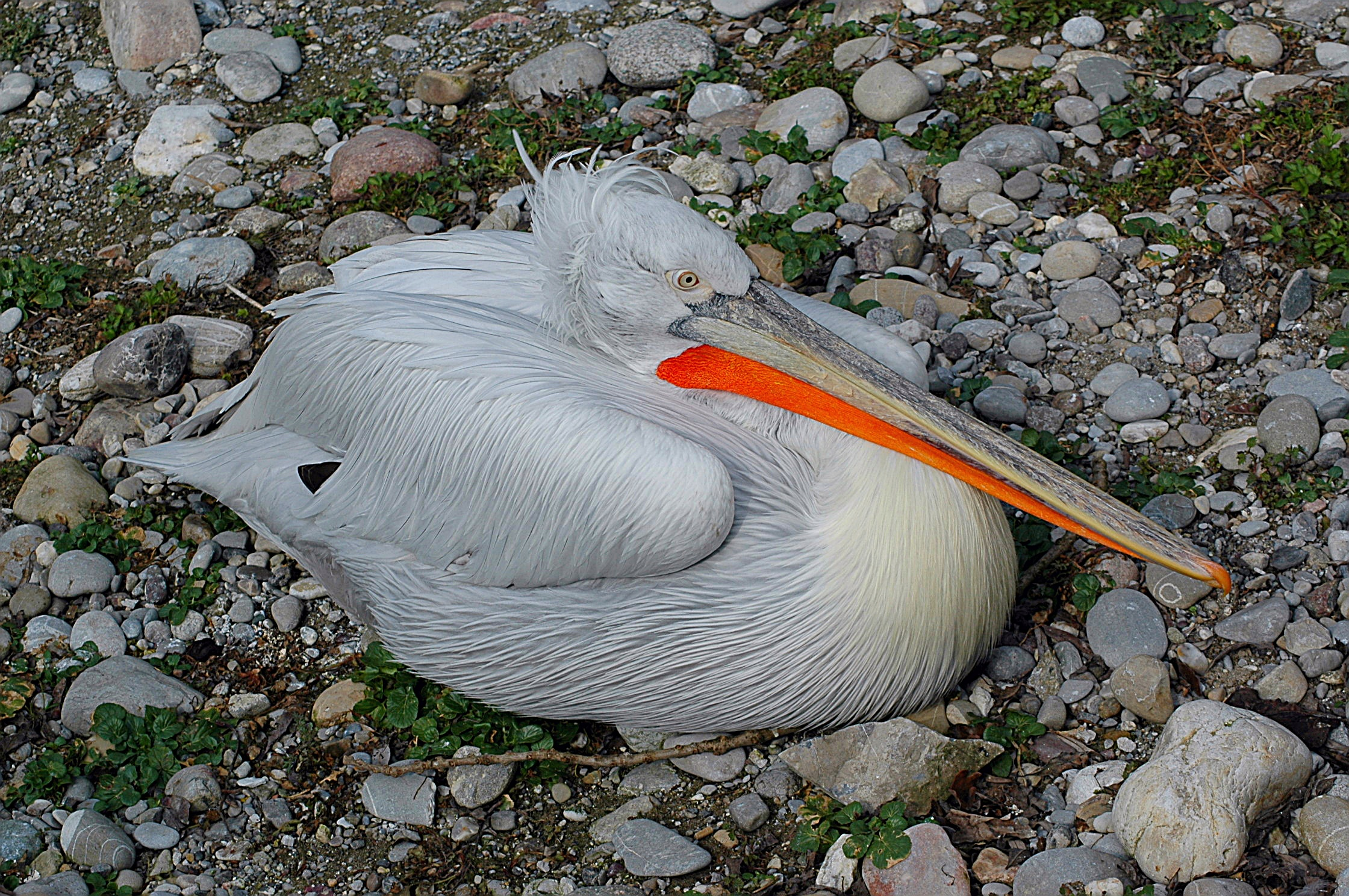
Krauskopfpelikan (Pelecanus crispus)

Die Nahrung der Pelikane besteht fast ausschließlich aus Fischen. Es gibt nur wenige Ausnahmen: So hat man den Nashornpelikan gelegentlich beim Fressen von Schwanzlurchen und Flusskrebsen beobachtet, und auch der Brillenpelikan ernährt sich nebenher von Krebstieren. In seltenen Fällen verschlingen Pelikane auch ganze Vögel. In einem Fall soll ein Brillenpelikan eine Weißkehlente mitsamt ihren Jungen verspeist haben. In anderen Fällen haben Pelikane ganze Tauben gefressen.
Im Donaudelta sind Karpfen, Bitterlinge und Flussbarsche die wichtigsten Beutefische der dort heimischen Pelikanarten (Krauskopf- und Rosapelikan). Der Nashornpelikan frisst in Nordamerika hauptsächlich Karpfenfische verschiedener Arten, meistens solche, die für die kommerzielle Fischereiwirtschaft bedeutungslos sind. In Afrika erbeuten die dortigen Pelikane vor allem Buntbarsche der Gattungen Oreochromis, Tilapia und Haplochromis. Der Braunpelikan frisst vor der Küste von Florida vor allem Menhaden, einen wirtschaftlich unbedeutenden Heringsfisch, vor südamerikanischen Küsten aber auch Sardellen und Pazifische Sardinen.

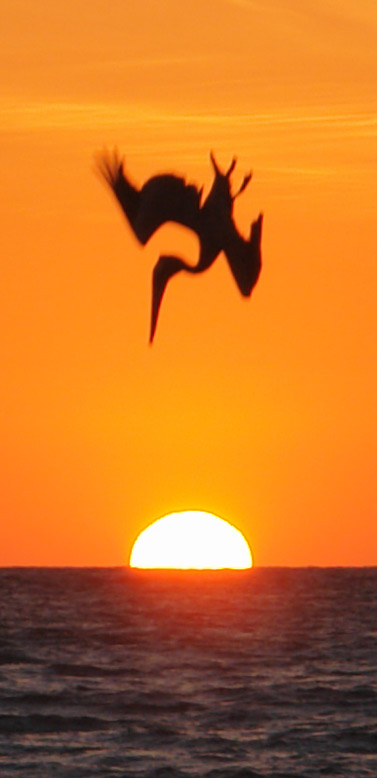
Brauner Pelikan bei der Jagd

Ein Pelikan frisst für gewöhnlich zehn Prozent seines Körpergewichts am Tag. Dies sind beim Rosapelikan etwa 1,2 kg. Rechnet man dies hoch, so verspeist die gesamte Pelikanpopulation des afrikanischen Nakurusees 12.000 kg Fisch am Tag bzw. 4380 Tonnen Fisch im Jahr.
Die verschiedenen Arten setzen unterschiedliche Jagdmethoden ein, sie jagen jedoch alle überwiegend in Gruppen. Am weitesten verbreitet ist die Methode, schwimmend eine Hufeisenformation zu bilden und so die Fische in flacheres Wasser zu treiben, wo sie nicht mehr in die Tiefe entkommen und somit leicht erbeutet werden können. Manchmal werden diese Aktionen durch heftiges Schlagen der Flügel auf die Wasseroberfläche unterstützt. Weitere Varianten sind, einen Kreis zu bilden und zu schließen, oder zwei gerade Linien, die aufeinander zu schwimmen. Mit dem gewaltigen Schnabel pflügen die Pelikane schließlich durch das Wasser und fangen damit die zusammengetriebenen Fische; die Erfolgsquote liegt beim Rosapelikan bei 20 %. Nach einem erfolgreichen Fang wird das Wasser aus dem Hautsack gelassen und der Fisch dann geschluckt. Die Jagd von Pelikanen in Gruppen ist eines der wenigen Beispiele von koordinierter Futtersuche unter Vögeln.
Alle Arten können auch allein auf Fischfang gehen, und manche bevorzugen dies, aber bei allen finden sich die oben beschriebenen Techniken oder Variationen derselben. Abweichend jagen nur Braun- und Chile-Pelikan, die Stoßtaucher sind. Sie jagen auch Fische in größeren Tiefen, indem sie sich im Sturzflug aus Höhen von 10 bis 20 Metern senkrecht herabfallen lassen.

### Fortpflanzung
Pelikane brüten in Kolonien, wobei die Bodenbrüter größere und dichtere Kolonien bilden als die Baumbrüter. Oft entstehen gemischte Kolonien: So brüten im Donaudelta Rosa- und Krauskopfpelikane oft gemeinsam; die baumbrütenden Arten nisten neben Störchen und Kormoranen, die Braunpelikane neben Guanotölpeln und Guanokormoranen. Früher zählten Pelikankolonien noch Millionen, die größte heutige Pelikankolonie ist die am Rukwa-See in Tansania mit 40.000 Paaren.
Die Brutzeit beginnt in gemäßigten Breiten im Frühling, bei den europäischen und nordamerikanischen Arten etwa im April. In tropischen Klimazonen gibt es meistens keine festen Brutzeiten, und es kann das ganze Jahr über gebrütet werden.
Zur Balz nehmen die nackten Hautpartien im Gesicht leuchtende Farben ein. Die männlichen Pelikane vollführen ein Balzritual, das sich von Art zu Art unterscheidet, oft aber ein Emporrecken von Kopf und Schnabel und ein ballonartiges Aufblasen des Hautsacks am Unterschnabel beinhaltet. Nachdem sich das Paar gefunden hat, sucht das Weibchen (beim Braunpelikan das Männchen) einen Nistplatz. Sodann beginnt der Nestbau, der wiederum von Art zu Art sehr unterschiedlich ist. Die bodenbrütenden Arten legen oft nur eine Mulde aus, die sie mit keinem bis wenig Material wie Gräsern und Zweigen ausfüllen. Natürlich sind die Nester der baumbrütenden Arten aufwändiger gestaltet. Der Graupelikan brütet vor allem auf Mangobäumen, Feigen, Palmyrapalmen oder Kokospalmen. Baumaterial wird vom Männchen in seinem Schnabelsack herbeigeschafft. Das Nest besteht aus Zweigen und wird mit Gräsern oder verfaulenden Wasserpflanzen ausgelegt; es hat einen Durchmesser von etwa 75 cm und eine Höhe von 30 cm. Die Stabilität des Nestes ist oft gering, so dass jedes Jahr ein neues Nest gebaut werden muss.

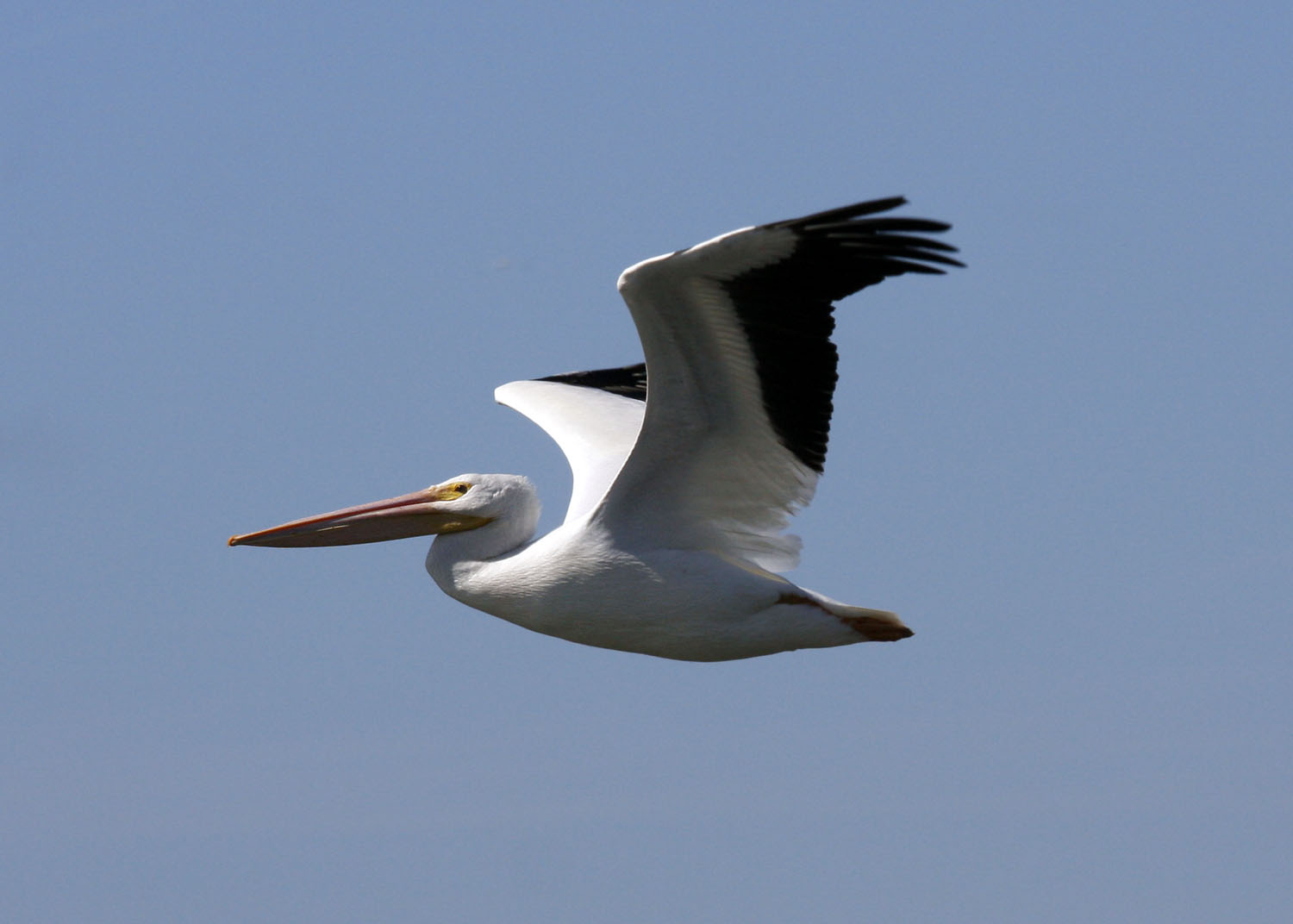
Nashornpelikan im Überwinterungsgebiet bei Guerrero Negro (Baja California Sur)

Meistens werden zwei Eier gelegt, Gelege mit nur einem und bis zu sechs Eiern kommen vor. Beide Geschlechter brüten, die Gesamtbrutdauer beträgt 30 bis 36 Tage. Die Jungvögel sind anfangs nackt, entwickeln aber schon nach wenigen Tagen das je nach Art weiße oder braune Daunenkleid. Im Alter von acht Wochen ist das Daunenkleid durch das Jugendgefieder ersetzt. Anfangs werden die Jungen mit einem ausgewürgten Nahrungsbrei gefüttert. Selten kommen alle Jungvögel durch. Oft erweist sich das zuerst geschlüpfte Junge als das stärkere, das seine Geschwister aus dem Nest drängt oder durch alleinige Beanspruchung der Nahrung die anderen verhungern lässt. Im Alter von 70 bis 85 Tagen werden die Jungen selbständig und verlassen die Eltern entweder sofort oder nach einer Frist von bis zu 20 Tagen, in denen sie noch gemeinsam mit den Elternvögeln unterwegs sind.
Im Alter von drei oder vier Jahren brüten Pelikane erstmals. Im Zoo erreichen Pelikane regelmäßig ein Alter von über 40 Jahren; ein Brillenpelikan wurde sogar 60 Jahre alt. In freier Wildbahn gelten 26,5 Jahre als Höchstalter; sie wurden bei einem Nashornpelikan nachgewiesen.

## Stammesgeschichte
Welches stammesgeschichtliche Alter Pelikane haben, ist umstritten. Aus dem Eozän ist Protopelicanus cuvieri bekannt, der zunächst als typischer Pelikan beschrieben wurde. In jüngerer Zeit wurde dies jedoch bestritten. Die Überreste weisen nach Harrison eher auf einen fossilen Tölpel hin, nach Olson auf einen Vertreter der ausgestorbenen Pelagornithidae. Demnach handelt es sich zwar um einen Ruderfüßer, wahrscheinlich aber nicht um einen echten Pelikan.
Der älteste zweifelsfreie Pelikan stammt aus dem Miozän Frankreichs und heißt Pelecanus gracilis (manchmal auch in einer eigenen Gattung Miopelecanus geführt). Kurz später tauchte Pelecanus intermedius auf, ein in Deutschland oft gefundener fossiler Pelikan, sowie der kleine Pelecanus tirarensis in Australien. Im Pliozän gab es noch weit mehr Arten, darunter mit dem Nashornpelikan auch bereits eine rezente Art, und im Pleistozän finden sich Überreste mehrerer rezenter Arten. So war der Krauskopfpelikan im Pleistozän auch in Westeuropa weit verbreitet. Der Neuseeland-Pelikan wurde gelegentlich als in historischer Zeit ausgestorbene Art beschrieben, ist aber wahrscheinlich mit dem Brillenpelikan identisch.

## Systematik
Die Pelikane sind die Namensgeber der Ordnung Pelecaniformes, die außer den Pelikanen noch den Schuhschnabel (Balaeniceps rex), den Hammerkopf (Scopus umbretta) sowie die Reiher (Ardeidae) und die Ibisse und Löffler (Threskiornithidae) umfasst.
Bis vor wenigen Jahren hatte die Ordnung eine fast völlig andere Zusammensetzung und neben den Pelikanen wurden die Tölpel (Sulidae), die Fregattvögel (Fregatidae), die Tropikvögel (Phaethontidae), die Kormorane (Phalacrocoracidae) und die Schlangenhalsvögel (Anhingidae) in die Pelecaniformes gestellt, während der Schuhschnabel, der Hammerkopf sowie die Reiher und die Ibisse und Löffler zu den Schreitvögeln (Ciconiiformes) gehörten. In dieser Zusammensetzung wurden die Pelecaniformes im deutschen Ruderfüßer genannt, nach dem Bau der Füße, bei denen alle vier Zehen durch eine Schwimmhaut verbunden sind. Die Ähnlichkeiten zwischen Pelikanen und den anderen Familien der Ruderfüßer beruhen jedoch lediglich auf Konvergenz. Molekularbiologische Befunde (DNA-Vergleiche von mitochondrialer DNA (mtDNA) und Kern-DNA (nukleärer DNA)) sprechen deutlich gegen eine Verwandtschaft. Um wieder zu monophyletischen Taxa zu kommen, ordnet das International Ornithological Committee alle Familien der Schreitvögel bis auf die Störche (Ciconiidae) den Pelecaniformes zu. Die Tropikvögel bilden jetzt eine eigenständige Ordnung, die Phaethontiformes und die übrigen Ruderfüßer werden in die Ordnung Suliformes gestellt.

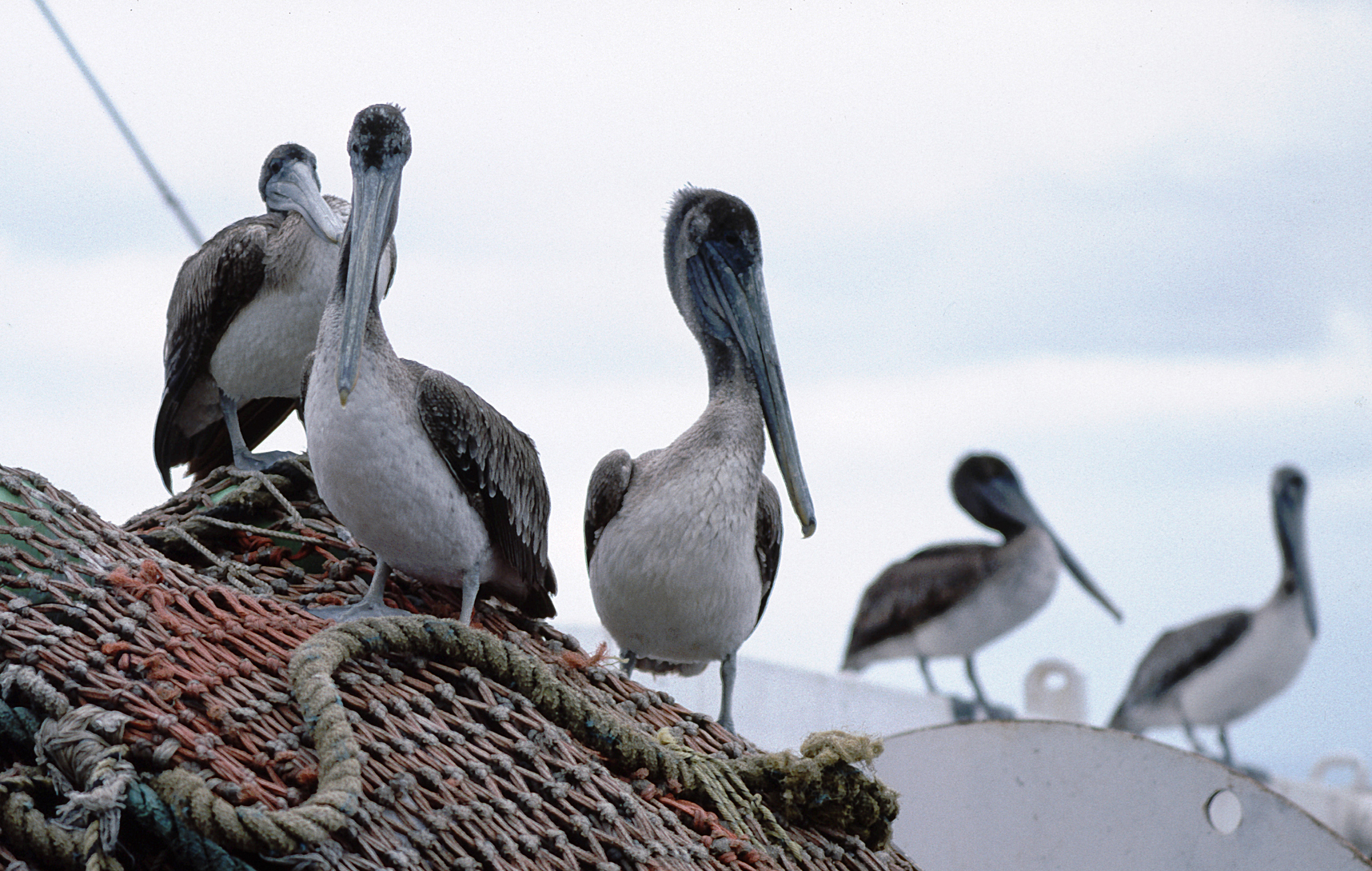
Braunpelikane in Monterey (Kalifornien)

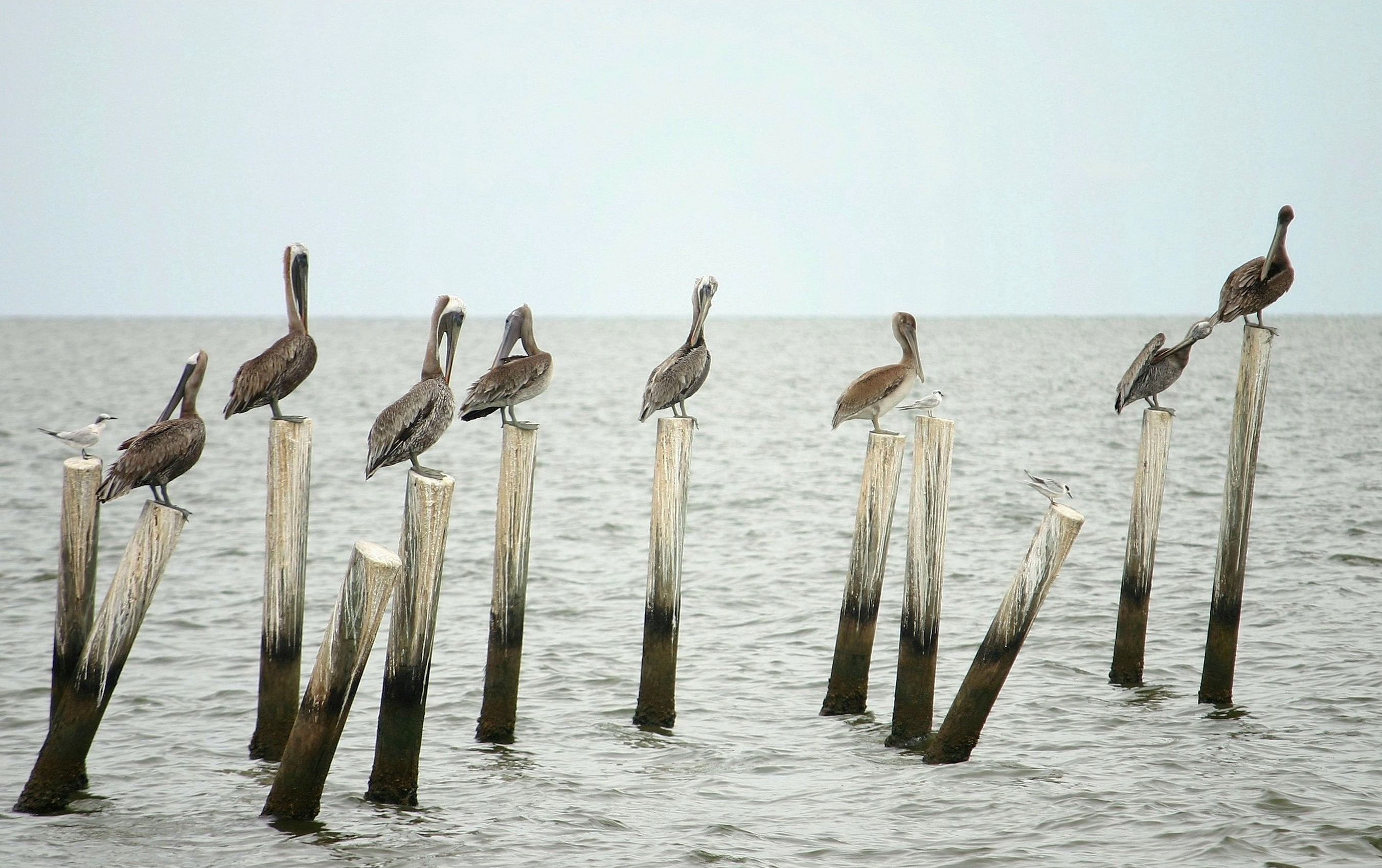
Pelikane vor Dauphin Island (USA)

Die wahrscheinlichen verwandtschaftlichen Verhältnisse gibt folgendes Kladogramm wieder:
|  | Reiher (Ardeidae)                      |
|  |                                        |
|  | Ibisse und Löffler (Threskiornithidae) |
|  |                                        |

|  | Hammerkopf (Scopus)                                                                  |
|  |                                                                                      |
|  | \| \| Pelikane (Pelecanus) \| \| \| \| \| \| Schuhschnabel (Balaeniceps) \| \| \| \| |
|  |                                                                                      |
|  | Pelikane (Pelecanus)                                                                 |
|  |                                                                                      |
|  | Schuhschnabel (Balaeniceps)                                                          |
|  |                                                                                      |

|  | Pelikane (Pelecanus)        |
|  |                             |
|  | Schuhschnabel (Balaeniceps) |
|  |                             |

|  | Reiher (Ardeidae)                      |
|  |                                        |
|  | Ibisse und Löffler (Threskiornithidae) |
|  |                                        |

|  | Hammerkopf (Scopus)                                                                  |
|  |                                                                                      |
|  | \| \| Pelikane (Pelecanus) \| \| \| \| \| \| Schuhschnabel (Balaeniceps) \| \| \| \| |
|  |                                                                                      |
|  | Pelikane (Pelecanus)                                                                 |
|  |                                                                                      |
|  | Schuhschnabel (Balaeniceps)                                                          |
|  |                                                                                      |

|  | Pelikane (Pelecanus)        |
|  |                             |
|  | Schuhschnabel (Balaeniceps) |
|  |                             |

|  | Reiher (Ardeidae)                      |
|  |                                        |
|  | Ibisse und Löffler (Threskiornithidae) |
|  |                                        |

|  | Hammerkopf (Scopus)                                                                  |
|  |                                                                                      |
|  | \| \| Pelikane (Pelecanus) \| \| \| \| \| \| Schuhschnabel (Balaeniceps) \| \| \| \| |
|  |                                                                                      |
|  | Pelikane (Pelecanus)                                                                 |
|  |                                                                                      |
|  | Schuhschnabel (Balaeniceps)                                                          |
|  |                                                                                      |

|  | Pelikane (Pelecanus)        |
|  |                             |
|  | Schuhschnabel (Balaeniceps) |
|  |                             |

|  | Reiher (Ardeidae)                      |
|  |                                        |
|  | Ibisse und Löffler (Threskiornithidae) |
|  |                                        |

|  | Hammerkopf (Scopus)                                                                  |
|  |                                                                                      |
|  | \| \| Pelikane (Pelecanus) \| \| \| \| \| \| Schuhschnabel (Balaeniceps) \| \| \| \| |
|  |                                                                                      |
|  | Pelikane (Pelecanus)                                                                 |
|  |                                                                                      |
|  | Schuhschnabel (Balaeniceps)                                                          |
|  |                                                                                      |

|  | Pelikane (Pelecanus)        |
|  |                             |
|  | Schuhschnabel (Balaeniceps) |
|  |                             |

Alle rezenten Pelikane werden einer Gattung Pelecanus zugeordnet:
- Rosapelikan (P. onocrotalus)
- Krauskopfpelikan (P. crispus)
- Brillenpelikan (P. conspicillatus)
- Nashornpelikan (P. erythrorhynchos)
- Rötelpelikan (P. rufescens)
- Graupelikan (P. philippensis)
- Braunpelikan (P. occidentalis)
- Chilepelikan (P. thagus)

Diese Arten lassen sich drei Verwandtschaftskreisen zuordnen: Rosa-, Krauskopf-, Nashorn- und Brillenpelikan sind große Pelikane, die in dichten Kolonien leben und am Boden brüten; Rötel- und Graupelikan sind kleinere Pelikane, die in lockeren Verbänden leben und auf Bäumen brüten; sowie Braunpelikan und Chile-Pelikan, die sich als meeresbewohnende Stoßtaucher stark von den übrigen unterscheiden.

## Menschen und Pelikane

### Nutzung

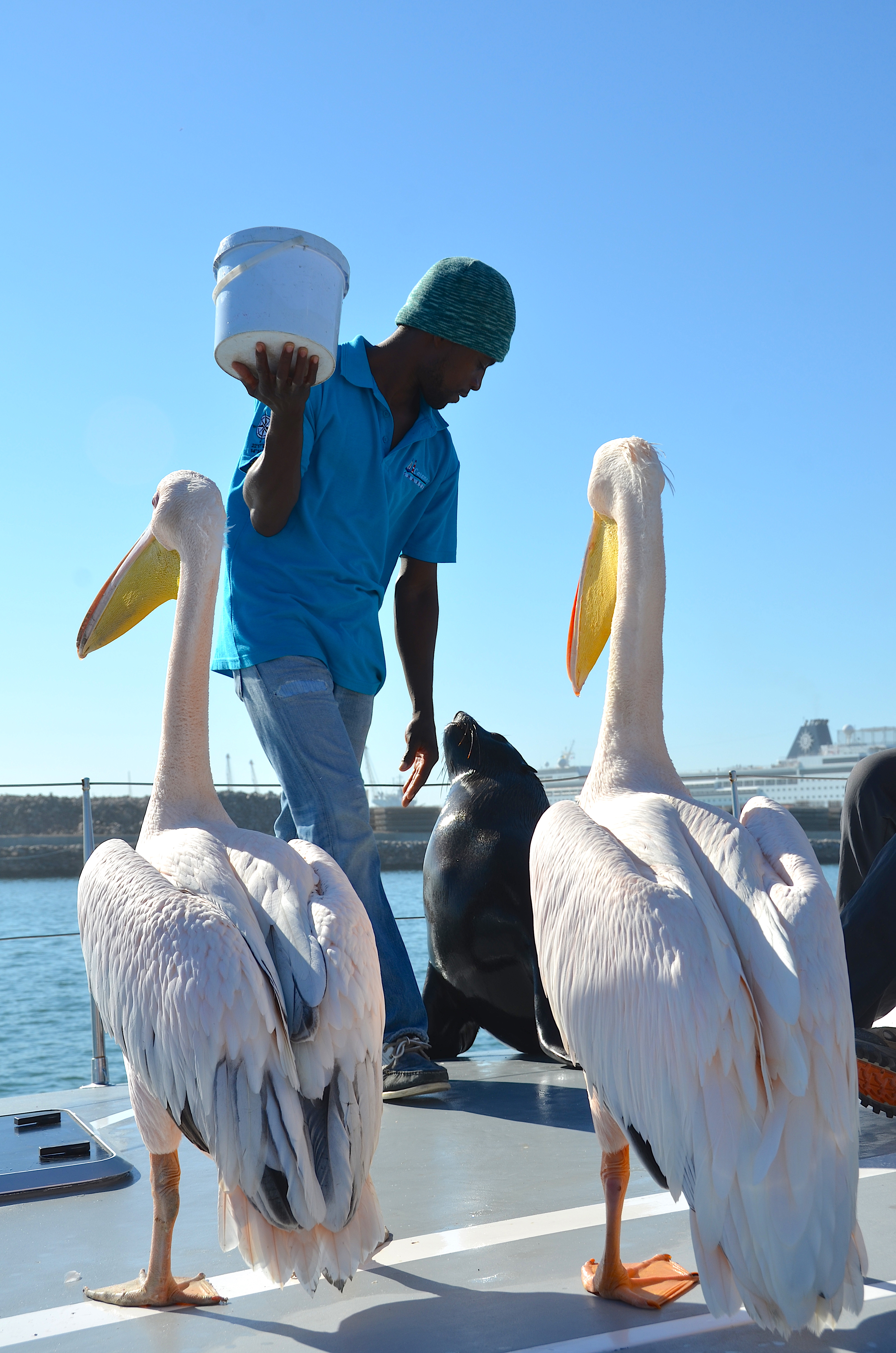
Rosapelikane als Touristenattraktion in Walvis Bay (Namibia)

In vielen Teilen der Welt wurden Pelikane lange aus den unterschiedlichsten Gründen gejagt. Im Mittelalter wurde die Pelikanhaut als Kleidungsbestandteil verwendet. In Ostasien gilt die Fettschicht der Jungvögel als Heilmittel in der Traditionellen Chinesischen Medizin; auch in Indien wird dieses Fett als wirksam gegen rheumatische Beschwerden geschätzt. In Südosteuropa wurden die Kehlsäcke der Schnäbel zur Herstellung von Beuteln und Futteralen genutzt.
In besonderer Weise ausgebeutet wurden die südamerikanischen Kolonien des Braunpelikans. Zusammen mit Guanotölpel und Guanokormoran gehört er zu den Guanovögeln, deren Exkremente in großem Maßstab als Dünger gesammelt wurden. Da die Arbeiter nebenher Eier sammelten und Vögel zu ihrer Ernährung töteten, wurden im Zuge der Ausbeutung massenhaft Kolonien vernichtet.
Auf eine nachhaltigere Weise funktioniert das Zusammenleben zwischen Menschen und Graupelikanen in Dörfern des indischen Bundesstaats Karnataka. Hier brüten die Pelikane auf Dächern, vergleichbar mit dem Weißstörchen in Mitteleuropa. Die Einwohner nutzen auch hier die Exkremente als Dünger und verkaufen überschüssige Mengen an benachbarte Dörfer. Die Pelikane werden daher nicht nur toleriert, sondern auch geschützt.

### Konkurrenten der Fischerei
Bei Fischern stehen Pelikane oft im Ruf, als Konkurrenten die Fischereierträge zu schmälern. Obwohl die von Pelikanen gefangenen Fische oft keinerlei wirtschaftliche Bedeutung haben, sind die Behauptungen nicht ganz haltlos: In Griechenland erbeuten Krauskopfpelikane in einer Brutsaison etwa 13 bis 18 Tonnen Fisch, zumeist Flussaale; dies entspricht etwa 10 % der von Fischern erbeuteten Aalmenge. Der Fischmangel einiger Seen liegt aber eher in Überfischung und der Verschlechterung der Wasserqualität begründet. Trotzdem werden Pelikane oft von Fischern getötet. In der Türkei haben Fischer 1983 eine Pelikankolonie in einer konzertierten Aktion vollständig vernichtet: Die Vögel wurden getötet, die Eier zerstört und alle Nester niedergebrannt.

### Bedrohung und Schutz
Zwar ist keine Pelikanart ernsthaft bedroht, doch viele sind in ihrem Bestand beträchtlich zurückgegangen. Ein Beispiel ist der Krauskopfpelikan, der noch in der Römischen Antike in den Mündungen von Rhein und Elbe brütete. Im Donaudelta gab es noch Mitte des 19. Jahrhunderts etwa eine Million Paare; 1909 war diese Zahl auf 200 zusammengeschrumpft und ist bis heute noch weiter auf 100 Paare gesunken.
Hauptgrund für den Rückgang der Bestände sind die oben erwähnten Aktionen lokaler Fischer, die Trockenlegung oder Vergiftung von Gewässern und die Überfischung der Nahrungsgründe. Zwei Arten werden von der IUCN heute im Status vulnerable (gefährdet) geführt: der Krauskopfpelikan und der Graupelikan. Der Rosapelikan ist in Europa zwar ebenso wie der Krauskopfpelikan lokal gefährdet, global aber wegen der Bestände in Afrika nicht bedroht.

### Ikonographie

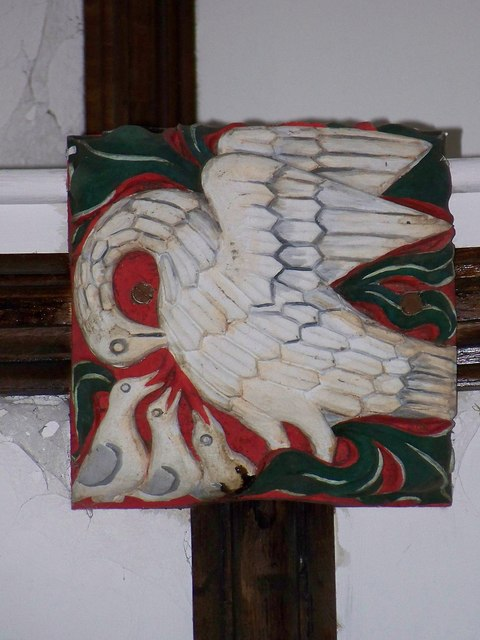
Pelikan auf dem Schlussstein der St. Pankratius-Kirche in Widecombe-in-the-Moor

Als Symbol für Jesus Christus sind Pelikane auch Teil der christlichen Ikonographie. Sie zeigt den Pelikan, der mit dem Schnabel seine Brust öffnet und mit dem Blut die Jungen nährt. Nach dem Physiologus, einem frühchristlichen Tierkompendium, lässt der Pelikan sein Blut auf seine toten Jungen tropfen und holt sie so wieder ins Leben zurück. Beides wurde allegorisch in Bezug zum Opfertod Jesu Christi gesetzt, wodurch der Pelikan zu einem in der christlichen Ikonographie häufig verwendeten Motiv wurde, als Symbol für Christus und die Eucharistie bzw. als „Symbol der sich selbst verschenkenden Liebe“ findet er sich oft auch auf Vasa sacra wie dem Kelch, dem Ziborium, an Altären und Tabernakeln.
Die Grundlage für diese Vorstellung liefert möglicherweise die Tatsache, dass sich die Jungen des Pelikans ihr Futter tief aus dem Kehlsack der Eltern holen, was den Eindruck erweckt, sie würden sich an deren Brustfleisch nähren. Außerdem färbt sich beim Krauskopfpelikan während der Brutzeit der Kehlsack rot und erinnert an eine blutige Wunde.
Ikonographische Darstellungen des Vogels unterscheiden sich in der ursprünglichen Darstellungsform durch geringere Größe, einen kürzeren, spitzen Schnabel sowie die Farbe des Gefieders (gelb, manchmal grün im Gegensatz zu weiß bzw. braun) vom Pelikan in der Natur.

### Heraldik

Flagge von Louisiana

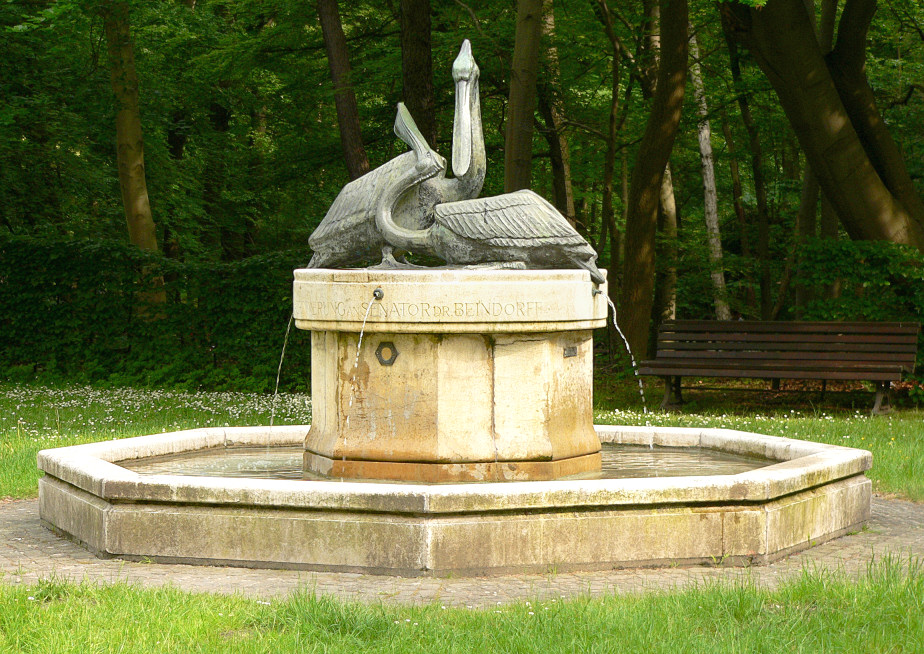
Fritz Beindorff-Brunnen in Hannover mit Pelikan-Darstellungen zum Andenken an den früheren Besitzer der heutigen Pelikan Holding AG

Der Pelikan gehört als gemeine Figur zu den Wappentieren. Wichtig ist eigentlich die deutliche Darstellung des Kehlsackes, die bei älteren Darstellungen bisweilen nicht so deutlich zu erkennen ist. Der Vogel kann im Wappenschild oder im Oberwappen sein.
Der Braunpelikan ist der Wappenvogel des US-Bundesstaates Louisiana. Es ist ein Pelikan auf Flagge und Siegel abgebildet, der sich die Brust aufreißt, um seine Jungen mit Blut zu füttern. Das gleiche Motiv findet sich auf den Wappen von Appingedam und Eemsdelta (Niederlande), Arbois in Frankreich, Felsőörs, Gödöllő und Szolnok in Ungarn, Vilémov in Tschechien. In Deutschland sind u. a. die Gemeinden Hohenkirchen und Kleinpaschleben zu nennen.
Ein Pelikan ist auch im Wappen der brandenburgischen Stadt Luckenwalde vertreten. Pelikane finden sich ferner auf den Wappen von Barbados und der Turks- und Caicosinseln sowie auf der Flagge von Sint Maarten. Reißen sich andere Wappenvögel die Brust mit dem Schnabel auf, so bezeichnet die Blasonierung das als pelikanartig.
Seit 1878 ist der Pelikan das Markenzeichen der heutigen Pelikan Holding AG, bekannt u. a. durch ihre Füllfederhalter in allen Preissegmenten.

### Zitate
- Bibel (Ps 101,7 VUL): Similis factus sum pelicano solitudinis factus sum sicut nycticorax in domicilio, wobei sie wohl der Septuaginta folgt; das im hebräischen Urtext genannte Tier dürfte ein nicht näher identifizierbarer Wasservogel sein. Die Lutherbibel in der Fassung von 1912 übersetzte hingegen in Ps 102,6 LUT (bzw. 7) nicht Pelikan, sondern „Rohrdommel“: Ich bin wie eine Rohrdommel in der Wüste; ich bin gleich wie ein Käuzlein in den verstörten Stätten, während die Lutherübersetzung von 1984 ebenso wie die Gute Nachricht Bibel (1997) mit „Eule“ übertragen.[21]
- Thomas von Aquin: Adoro te devote: Gleich dem Pelikane starbst du, Jesu mein, wasch mit deinem Blute mich von Sünden rein.
- Dante Alighieri: Die Göttliche Komödie Paradiso, 25. Gesang, 38. Terzine Er ruht am Busen unsers Pelikan; Ihn hat der Herr zur großen Pflicht erlesen, als er den Martertod am Kreuz empfah’n. (zitiert nach dem Text im deutschen Projekt Gutenberg).